# Peter van Palou
Peter van Palou (geboren 14de eeuw – gestorven omstreeks 1440) is een Catalaanse seculiere kanunnik, cantor, hoofd van de kathedraalschool van het domkapittel van Barcelona en politicus. Hij was de zoon van een familie van kleine landadel uit de Vallès. In juli 1434 werd hij door de Staten Generaal verkozen tot president van de Generalitat de Catalunya.
Hij bekleedde het presidentschap in een bijzonder bewogen periode. Koning Alfons de Grootmoedige verbleef al sedert 1432 in Sicilië, om van daaruit de verovering van Napels voor te bereiden. In februari 1435, kort na de dood van koningin Johanna II van Napels besloot Alfons het erop te wagen het Koninkrijk Napels gewapend te veroveren. Hij vertrekt zegezeker vergezeld van zijn broers, de prinsen Johan II en Hendrik en een vloot galeien bemand door een coalitie van Catalaans-Aragonese, Castiliaanse, Siciliaanse en Napolitaanse adel en hun soldaten.
De zeeslag in de wateren voor het eiland Ponza eindigde in een ware ramp voor Alfons: hijzelf, zijn beide broers en meer dan honderd notabelen werden gearresteerd en overgebracht naar Genua en later naar Milaan, dat geregeerd werd door hertog Filip Maria Visconti, toen nog een bondgenoot van de Genovezen. Dat was een eerste grote nederlaag voor het toen zeer expansieve Catalaans-Aragonese leger. Genua eiste 30.000 dukaten voor de bevrijding van de koning en edelen. Koningin Maria van Castilië, de echtgenote van Alfons, riep de staten generaal (de zogenaamde Cort General de Catalunya) in hetzelfde jaar nog naar Monzón in Aragon en vroeg de afgevaardigden onder voorzitterschap van Peter van Palou om financiële hulp. De Cort General kwam aan de vraag tegemoet en iedereen werd vrijgelaten in februari 1436. Tezelfdertijd sloot koning Alfons met de hertog van Milaan een geheime alliantie over de heerschappij in Italië waarin ze de veroverde gebieden onder elkaar verdeelden. Koning Alfons kreeg Napels toegewezen. De blijde inkomst in die stad zou echter pas zeven jaar later, op 26 februari 1443 kunnen plaatsvinden. In 1436, nog steeds onder voorzitterschap van Pere de Palou, riep Koningin Maria opnieuw de Corts bijeen, dit keer in Barcelona, om in ruil voor een paar privileges meer geld voor nieuwe militaire expedities los te krijgen. Eind augustus 1436 zeilde een nieuwe vloot en gefinancierd door de Generalitat tegen de vijanden van Alfons, de coalitie van Genua met René I van Anjou.
Op 12 augustus 1437 werd Peter van Darnius, een kanunnik uit Girona, als opvolger van Peter van Palou door de Corts verkozen. Er is weinig bekend over de rest van zijn leven na zijn mandaat als president. Hij is in ieder geval in zijn functie aan het domkapittel in Barcelona teruggekeerd, want hij wordt in een paar notariële documenten als zodanig geciteerd. Hij hield van boeken en vooral van de klassiekers uit de Latijnse literatuur en kocht regelmatig op veilingen. Een eerste vermelding is overgeleverd uit 1413, wanneer hij een brevier gekocht heeft, en een laatste vermelding dateert uit 1439, wanneer hij voor vijf pond een exemplaar van Cicero's brieven aan zijn familie, Epistolae ad familiares, als ook een comedie van Plautus uit de nalatenschap van een zekere kanunnik Francesc Bertran verworven heeft. Hij is vermoedelijk omstreeks 1440 in Barcelona overleden.